# INCITS
INCITS (acrònim anglès de International Committee for Information Technology Standards, Comitè internacional d'estàndards de la tecnologia de la informació) és una organització acreditada per l'ANSI i que desenvolupa estàndards pel sector de la tecnologia de la informació. Fou creada l'any 1961.

## Comitès tècnics
Comitès tècnics, grups de treball i grups d'estudi:
- Interfície d'emmagatzemament ATA
- Interfície d'emmagatzemament SCSI
- Bigdata
- Biomètrics
- Conjunt de caràcters
- Comtutació en el núvol i plataformes distribuïdes
- Informació multimèdia, imatges i àudio codificat
- Processament d'imatge i gràfics
- Seguretat cibernètica
- Manegament de dades
- Interfície per canals de fibra
- Sistemes d'informació geogràfica (RTLS):
  - INCITS 371.1:2003, Tecnologia de la informació - Sistemes de localització en temps real (RTLS) - Part 1: Protocol d'Interfície a 2.4 GHz[5]
  - INCITS 371.2:2003, Tecnologia de la informació - Sistemes de localització en temps real (RTLS) - Part 2: Protocol d'Interfície a 433-MHz[6]
  - INCITS 371.3:2003, Tecnologia de la informació - Sistemes de localització en temps real (RTLS) - Part 3: Interfície de programació d'aplicacions[7]
- Targetes d'identificació i similars
- Internet de les coses IoT
- Sistemes oberts
- Ciutats intel·ligents